# Maria Lataste
Maria Lataste (Mimbaste, 21 de Fevereiro de 1822 — Rennes, 10 de Maio de 1847) foi uma reconhecida religiosa e mística francesa.

## Biografia
Nascida em Mimbaste, na França, era filha de pobres camponeses.
Quando tinha apenas 11 anos de idade, Maria Lataste recebeu uma forte impressão da presença de Deus durante a sua primeira comunhão. Cerca de um ano depois, durante a elevação da Hóstia Sagrada numa Missa, vislumbrou uma luz muito brilhante que parecia convidá-la a inflamar o seu coração pelo amor a Jesus Sacramentado (ou seja, presente na Santa Eucaristia). Não tardou muito tempo para que começasse a sofrer severas tentações interiores. Desde logo, o seu director espiritual a convidou para que, ainda jovem, fizesse o voto de virgindade. Posto isso, o sacramento da Eucaristia tornou-se no centro da sua vida.
De acordo com os seus próprios escritos espirituais, perto do final do ano de 1839, Maria Lataste contemplou uma aparição de Jesus sobre o altar. Na Epifania do ano seguinte, 1840, esse fenómeno repetiu-se e durante os três anos seguintes ela assistiu à Santa Missa tendo tido sempre essa graça. Desde então passou a receber, quase diariamente, diversas instruções de matéria catequética e teológica da parte de Jesus e que ajudaram na sua formação espiritual e doutrinal. Estes factos nunca foram mencionados senão ao seu confessor.
Em 1840, o abade Pierre Darbins sucedeu ao Monsenhor Farbos como pároco de Mimbaste. Maria Lataste abriu, então, a sua alma a este novo director espiritual. Ele pediu alguma ajuda ao director do Seminário de Dax e ambos concordaram em dar ordens à religiosa para que colocasse por escrito todas as revelações sobrenaturais que ela tivesse visto e ouvido no passado, e que deveria fazê-lo igualmente em relação às que ocorressem no futuro.
Depois de muitas objecções e dificuldades, Maria Lataste obteve permissão para se juntar à Sociedade do Sagrado Coração, recentemente fundada, e partiu de Paris, a 21 de Abril de 1844, sozinha. Foi recebida no Hotel Biron pela Madame de Boisbaudry, que a mandou examinar por um director espiritual experiente. Maria Lataste acabou por ser admitida como leiga consagrada a 15 de Maio do mesmo ano.
Ainda enquanto noviça, Maria Lataste partiu para Rennes na esperança de que a mudança de ares a ajudasse a melhorar a sua condição de saúde. Os seus votos religiosos foram, inclusive, adiados na esperança de que os pudesse realizar com um estado de saúde mais resistente. No entanto, a sua condição física deteriorou-se de repente e o seu fim parecia estar próximo. Maria Lataste foi convidada a professar os seus votos pouco antes de receber os últimos sacramentos.
Os seus restos mortais encontram-se especialmente protegidos e repousam em Roehampton, perto de Londres.